# Austrian Airlines
Austrian Airlines AG, spesso abbreviata in Austrian, è la compagnia di bandiera austriaca e una delle cinque compagnie principali del Lufthansa Group.
Austrian ha come hub l'aeroporto internazionale di Vienna, dove ha pure la sede.
La compagnia è stata costituita il 30 settembre 1957 dalla fusione di Air Austria e Austrian Airways, ma fa risalire la sua storia al 1923 con la fondazione di Austrian Airways. Per gran parte della sua esistenza, l'azienda è stata un'entità statale. Il 31 marzo 1958, la compagnia effettuò il servizio di linea, volando con un Vickers Viscount in leasing da Vienna a Zurigo e Londra; successivamente acquistò una propria flotta di Viscount. Il 18 febbraio 1963, ordinò il suo primo aereo di linea a reazione, il Sud Aviation Caravelle. Successivamente ha introdotto vari modelli e derivati del Douglas DC-9; entro la fine del 1971, Austrian era un operatore di soli aerei a reazione. Durante gli anni ottanta, introdusse nella sua flotta il DC-9-80, altrimenti noto come McDonnell Douglas MD-80. Vari aerei di linea prodotti da Airbus, Boeing, Fokker e altri produttori sono stati introdotti negli anni ottanta e novanta.
Per tutti gli anni novanta, la compagnia ha cercato nuove alleanze strategiche, oltre a espandere la propria presenza nel mercato del lungo raggio, lanciando nuovi servizi verso la Cina e il Sudafrica. Nel 2000, Austrian è diventata membro di Star Alliance; qualche anno prima era entrata anche nel Gruppo Qualiflyer. Durante gli anni 2000, la compagnia aerea si è espansa attraverso le acquisizioni di Rheintalflug e Lauda Air e ha adottato il nome abbreviato Austrian nel 2003. Durante gli anni 2000, ha subito diversi anni di perdite; nel corso del 2008, all'allora proprietario della compagnia aerea, il governo austriaco, è stato consigliato di privatizzare Austrian tramite la vendita a una società straniera. Nel 2009, il Gruppo Lufthansa ha acquistato Austrian dopo aver ricevuto l'approvazione dalla Commissione Europea a seguito di un'indagine sulla procedura di gara.
A seguito della privatizzazione sono state avviate sia l'espansione della flotta che iniziative di riduzione dei costi durante la ristrutturazione dell'azienda; i cambiamenti visibili includevano variazioni nelle rotte, un nuovo design aziendale e una livrea rivista. A seguito di controversie sindacali su diverse misure di riduzione dei costi, il 1º luglio 2012 tutti i voli dell'Austrian Airlines sono stati trasferiti alla sua controllata, Tyrolean Airways, che operava con il nome Austrian. Il 1º aprile 2015, dopo la conclusione di un nuovo contratto di lavoro, tutti i voli sono stati trasferiti ad Austrian e la Tyrolean Airways è stata fusa nella società madre. Alla fine degli anni 2010 è proseguita la ristrutturazione della flotta e della rete di rotte. Il 17 marzo 2020, la compagnia aerea ha temporaneamente sospeso le operazioni a causa dell'epidemia di COVID-19.

## Storia

### I primi anni
Il 3 maggio 1923, Walter Barda-Bardenau ricevette l'approvazione dal governo austriaco per la creazione di una compagnia aerea. Partecipò alla neonata Austrian Airlines (in tedesco: Österreichische Luftverkehrs AG) con l'uno percento, mentre le restanti azioni andarono alla compagnia di trasporto ferroviario austriaca (50%) e alla Junkers-Werke (49%).
La flotta iniziale della compagnia era composta da Junkers F 13. Il 14 maggio 1923, il primo volo effettuato dalla neonata compagnia fu effettuato tra Vienna e Monaco, pilotato da Hans Baur. La società era gestita da Junkers Trans European Union. Le sue destinazioni includevano Monaco, Budapest, Norimberga, Graz, Klagenfurt e St. Wolfgang. Alcuni obiettivi in Austria erano serviti con idrovolanti.
Dal 1927, l'azienda acquisì nuovi velivoli con il sostegno del governo. Nello stesso anno strinse un accordo di partnership operativa con Deutsche Luft Hansa. I collegamenti di linea erano pianificati e gestiti congiuntamente dalle due compagnie, mentre venne creata una rete di rotte per Berlino, Budapest e Milano. Nel 1932, Luft Hansa Junkers deteneva una partecipazione del 49% nella società. Dopo essersi ripreso dalle ricadute economiche globali della Grande Depressione, la flotta dell'azienda fu ampliata con l'aggiunta di diversi Junkers Ju 52/3m. La rapida crescita dell'azienda negli anni trenta la portò a diventare la quarta compagnia aerea più grande d'Europa.
Nel 1938, la compagnia iniziò a pianificare rotte per Roma, Parigi e Londra utilizzando una flotta di Junkers Ju 90. Dopo l'annessione dell'Austria da parte della Germania nazista nel marzo 1938, questi piani furono abbandonati. Dal 1º gennaio 1939, la compagnia era completamente sotto il controllo di Lufthansa. Nel giugno 1939 la società fu cancellata dal registro di commercio.

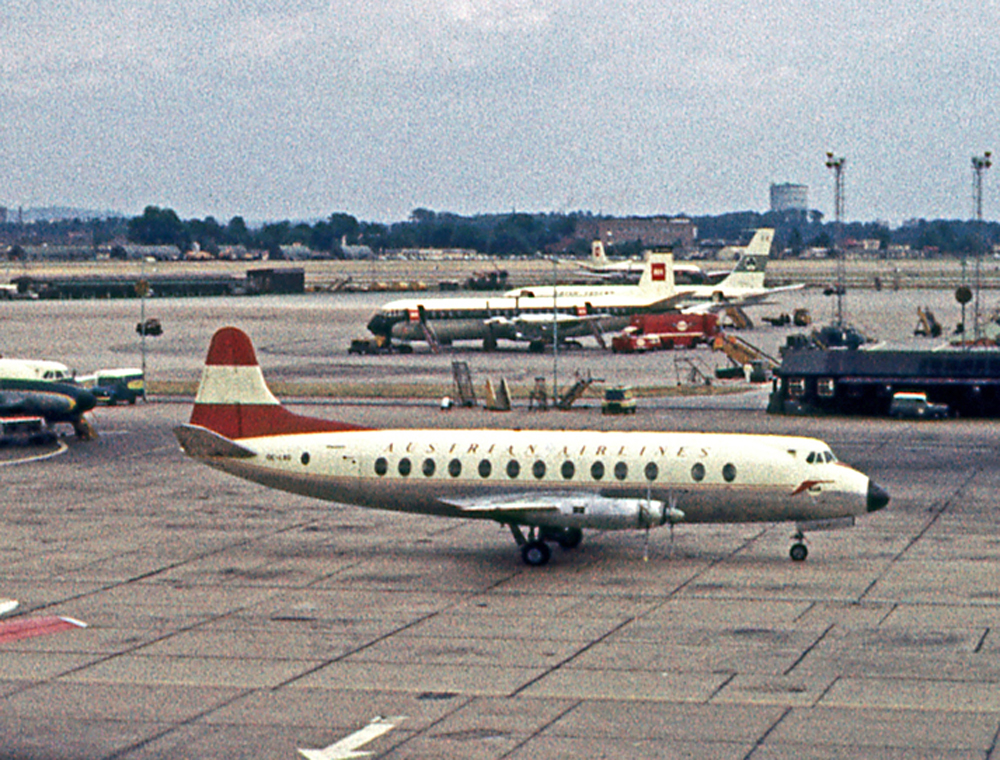
Un Vickers Viscount a Londra-Heathrow nel 1962.

Dopo la seconda guerra mondiale, l'Austria fu nuovamente separata dalla Germania. Mentre riconquistava la sua indipendenza a seguito del Trattato di Stato austriaco del 1955, la nazione appena ricostituita era inizialmente priva di una compagnia aerea nazionale. Durante il 1955, furono rapidamente costituite due compagnie separate, Air Austria e Austrian Airways, per iniziare a riempire questa nicchia vacante. Il 4 aprile 1957, Austrian Airlines è stata costituita come Österreichische Luftverkehrs AG attraverso la fusione di Air Austria e Austrian Airways. Il 30 settembre 1957, la nuova entità iniziò le operazioni, effettuando il suo volo inaugurale il 31 marzo 1958, quando un Vickers Viscount 779 in leasing decollò da Vienna per un servizio di linea verso Zurigo e Londra.
All'inizio del 1960, sei Viscount 837 di nuova costruzione furono consegnati all'Austrian Airlines; a differenza dei velivoli precedenti, che erano stati noleggiati, questi erano di proprietà della compagnia e sostituirono rapidamente i primi. Le operazioni si espansero rapidamente, scegliendo di lanciare per la prima volta i servizi nazionali il 1º maggio 1963. In dieci anni di attività, la situazione finanziaria dell'Austrian Airlines era notevolmente migliorata; secondo quanto riferito, il suo capitale azionario era aumentato da 60 milioni di ATS iniziali a 290 milioni di ATS nel 1957.

### L'era dei jet

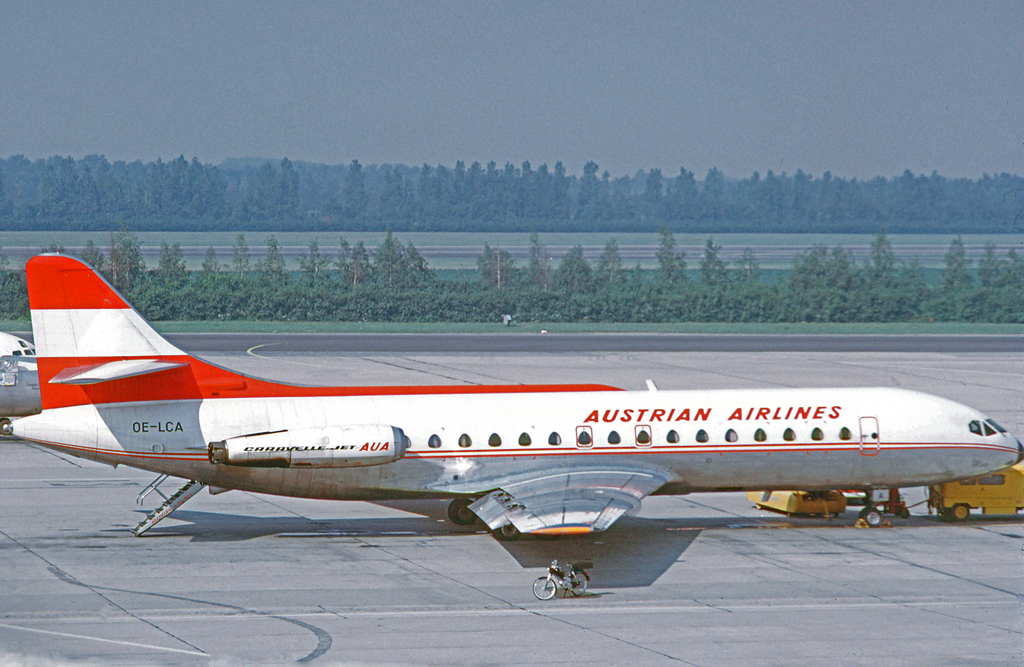
Un SE-210 Caravelle nel 1972.

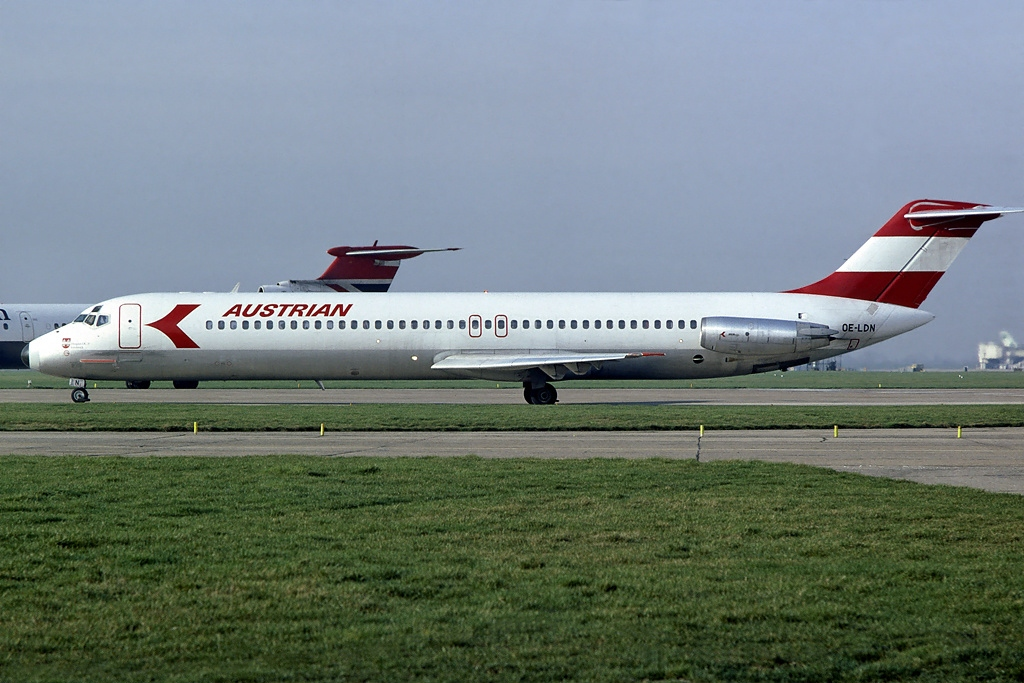
Un Douglas DC-9-50 nel 1982.

Durante il suo primo decennio di attività, Austrian Airlines subì la concorrenza di Adria Airways; i passeggeri delle province austriache della Stiria e della Carinzia facevano regolarmente i pendolari verso la vicina Jugoslavia per utilizzare gli aeroporti dell'attuale Slovenia. Il 18 febbraio 1963, Austrian ordinò il suo primo aereo a reazione, il Sud Aviation Caravelle, che operava in una configurazione da 80 posti. Nel 1969, la compagnia aprì nuove strade con il lancio della sua prima rotta a lunga distanza per New York City negli Stati Uniti (i primi voli furono effettuati in collaborazione con la belga Sabena con scalo a Bruxelles).
Il Caravelle ha costituito una parte fondamentale della flotta fino al 1973. Le consegne del jet di linea americano, il Douglas DC-9, iniziarono nel 1971. A partire da quell'anno, Austrian decise di standardizzare la propria flotta. Entro la fine del 1971, tutti i Viscount vennero definitivamente ritirati, lasciando l'azienda con una flotta di soli jet. La sua nuova flotta era incentrata su un nucleo di nove DC-9-32, che sarebbero stati operati da Austrian Airlines per voli a corto e medio raggio per molti anni. Durante il 1975, fu introdotto in servizio il primo di cinque DC-9-51, un modello migliorato.
Il 13 ottobre 1977, Austrian divenne il primo cliente per il DC-9-80, altrimenti noto come McDonnell Douglas MD-80, dopo aver effettuato un ordine per otto esemplari. Il 26 ottobre 1980, il primo MD-81, in grado di effettuare voli a lungo raggio rispetto ai modelli precedenti, effettuò il suo primo volo commerciale con la compagnia aerea, volando da Vienna a Zurigo. Nel 1984, Austrian divenne il primo cliente dell'MD-87 e svolse un ruolo influente nel suo sviluppo. Il primo MD-87 entrò in servizio alla fine del 1987, così come l'MD-83 del 1990, mentre sei degli MD-81 della compagnia aerea vennero aggiornati agli standard del MD-82.
Durante il 1988, Austrian Airlines venne sottoposta a un'offerta pubblica iniziale alla Borsa di Vienna, sebbene la maggioranza delle azioni della società fosse rimasta in quel momento detenuta dal governo austriaco.

### Sviluppi dal 1990 al 2008

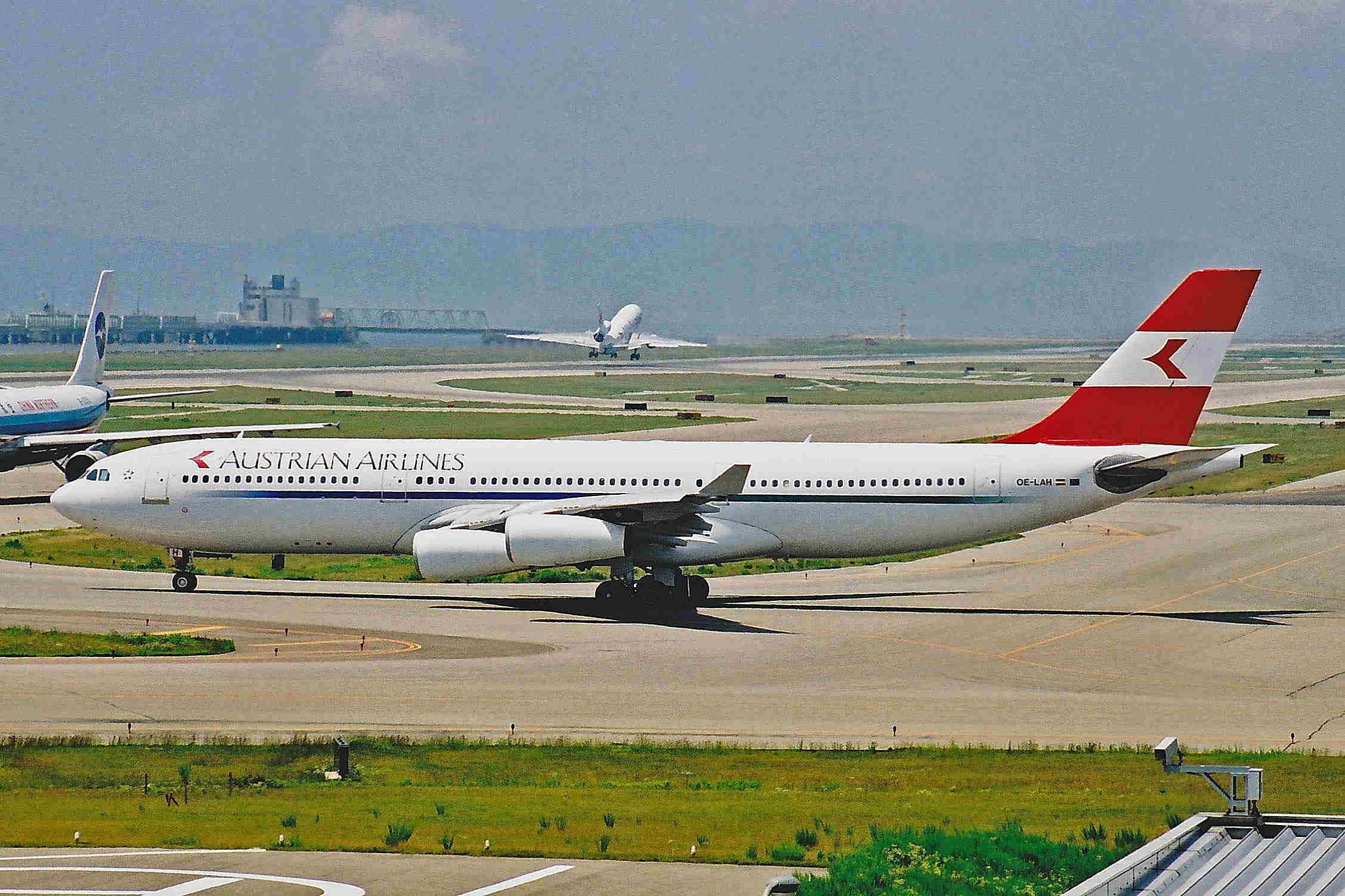
Un Airbus A340-200 Kansai International Airport nel 2001.

Durante gli anni novanta, molte compagnie aeree si concentrarono sulla cooperazione e sulle alleanze. Austrian fu una delle prime aziende ad aderire al Gruppo Qualiflyer, fondato da Swissair. Questo è stato un periodo di rapida espansione nel mercato del lungo raggio, con il lancio di nuove rotte verso la Cina e il Sudafrica. Alla fine degli anni novanta, Austrian Airlines sviluppò un appetito per le acquisizioni; nel marzo 1997 prese possesso di una quota del 35 percento in Lauda Air e una partecipazione dell'85,7 percento in Tyrolean Airways. Due anni dopo, la compagnia acquisì interamente Tyrolean Airways, che ne divenne una controllata. Nel 1999, Austrian lanciò la possibilità per i clienti di prenotare voli via Internet.
Il 26 marzo 2000, Austrian divenne membro di Star Alliance. Nel gennaio 2001 acquisì la maggioranza delle azioni di Lauda Air; un mese dopo, la compagnia acquistò anche tutte le azioni di Rheintalflug. Il nome operativo di Austrian Airlines venne abbreviato in Austrian nel settembre 2003, e durante questo rebranding furono rinominati anche i suoi tre vettori costituenti. Il 1º ottobre 2004, i dipartimenti di Austrian e Lauda Air furono fusi in un'unica unità, lasciando Lauda Air come marchio solo per i voli charter. L'altra sussidiaria di Austrian Airlines, la Tyrolean Airways, specializzata in voli regionali, venne fusa con Rheintalflug nel 2002. Nel mese di marzo 2004 la società lanciò il suo piano Focus East, ampliando a 38 le destinazioni della compagnia nell'Europa centrale e orientale; di conseguenza, il gruppo Austrian divenne un leader di mercato in questa regione.
Nell'ottobre 2006, Austrian fu costretta ad adottare una rigorosa politica di risparmio sui costi e nel 2007 eliminò oltre 500 posti di lavoro. Molte destinazioni a lungo raggio vennero cancellate, come Sydney via Kuala Lumpur, Melbourne via Singapore, Kathmandu o Shanghai. Tre Fokker F70 rimanenti vennero inviati a Tyrolean Airways. Venne inoltre deciso di ritirare la flotta di aerei Airbus a lungo raggio, costituita da quattro Airbus A340 e quattro Airbus A330, per standardizzare la flotta a favore di Boeing 777 e Boeing 767. Austrian Airlines rimosse i pasti gratuiti a bordo e le bevande alcoliche sui servizi a corto raggio, introducendo quello che è stato chiamato un "Self Select Bistro Service", tranne sui voli da Londra e su tutti i voli di durata superiore a 100 minuti.
Dopo aver registrato un piccolo utile di 3,3 milioni di euro nel 2007, la guida finanziaria per il 2008 dovette essere modificata più volte in negativo, con una perdita di 475 milioni di euro a fine novembre.

### Acquisizione da parte di Lufthansa
Nel giugno 2008, Merrill Lynch ha consigliato al governo austriaco di vendere la società a una compagnia straniera. L'interesse era stato mostrato da Lufthansa, Air France-KLM, Royal Jordanian, Air China, Turkish Airlines, Aeroflot, S7 Airlines e Singapore Airlines. Di questi, Lufthansa, Air France-KLM e S7 sono emersi come potenziali offerenti.
Il 13 novembre 2008, la holding statale ÖIAG ha annunciato che il governo aveva selezionato Lufthansa come principale offerente. La società tedesca doveva entrare nel capitale austriaco con una quota del 41,6%, per la quale avrebbe pagato 366.268,75 euro.
Il 1º luglio 2009 la Commissione Europea ha avviato un'indagine sull'acquisizione per violazione delle regole di libero scambio, sospettando che la procedura di gara fosse falsa, essendo tutto già deciso a favore di Lufthansa. Infine, dopo l'approvazione della Commissione europea, Lufthansa ha acquistato Austrian Airlines nel settembre 2009. Le azioni di Austrian Airlines AG sono state sospese alla Borsa di Vienna il 4 febbraio 2010. Dopo un periodo di incertezza in seguito alla scomparsa del CEO Thierry Antinori, l'arrivo di Jaan Albrecht come nuovo CEO nel 2011 ha segnato l'inizio di una nuova era per la compagnia aerea, con un numero di passeggeri in aumento e una posizione più strategica all'interno del Quadro Lufthansa. Il completamento dei lavori di ampliamento dell'aeroporto Internazionale di Vienna ha dato alla compagnia più spazio per l'espansione. Di conseguenza, nel gennaio 2012 è stata implementata una nuova strategia, con l'aggiunta di 11 nuovi aeromobili nei successivi tre anni, che ha portato a un rinnovamento della flotta a lungo termine, con Airbus per servire le rotte di medio raggio e Boeing quelle di lungo raggio.
Nel mese di dicembre 2011, è stato rivelato un nuovo piano di risparmio sui costi, poiché la società stava ancora perdendo denaro nonostante l'eliminazione di 2.500 posti di lavoro. Lufthansa ha rifiutato di fornire sostegno finanziario. Nel marzo 2012, Austrian ha chiesto ancora una volta la ricapitalizzazione. Lufthansa ha approvato un aumento di capitale di 140 milioni di euro, fornendo misure efficaci da adottare per affrontare le carenze strutturali.
La filiale di Lauda Air è stata fusa in Austrian Airlines il 1º luglio 2012.

### Transizione del 2012
Il 30 aprile 2012, dopo il fallimento dei negoziati sulle misure di riduzione dei costi, le operazioni di Austrian sono state rilevate dalla controllata Tyrolean Airways. Dopo questa data, tutti i voli di Austrian sono stati operati da Tyrolean. Tuttavia, 110 piloti e 250 assistenti di volo hanno scelto di non andare alla Tyrolean, ma di lasciare il gruppo.
Nell'aprile 2013, Austrian Airlines ha ritirato il suo ultimo Boeing 737, una variante del 737-800 con i contrassegni Lauda Air, come parte del suo esercizio di consolidamento della flotta. Gli 11 Boeing 737 della compagnia sono stati sostituiti da sette Airbus A320, secondo quanto riferito si prevedeva di ottenere un risparmio annuo di 17 milioni di euro attraverso il passaggio a un unico tipo. Nel marzo 2014 è stato annunciato che Austrian era tornata alla redditività per la prima volta in sei anni. Nello stesso anno, la direzione ha intensificato gli sforzi per porre fine a una lunga disputa con i sindacati.

### Fusione con Tyrolean Airways

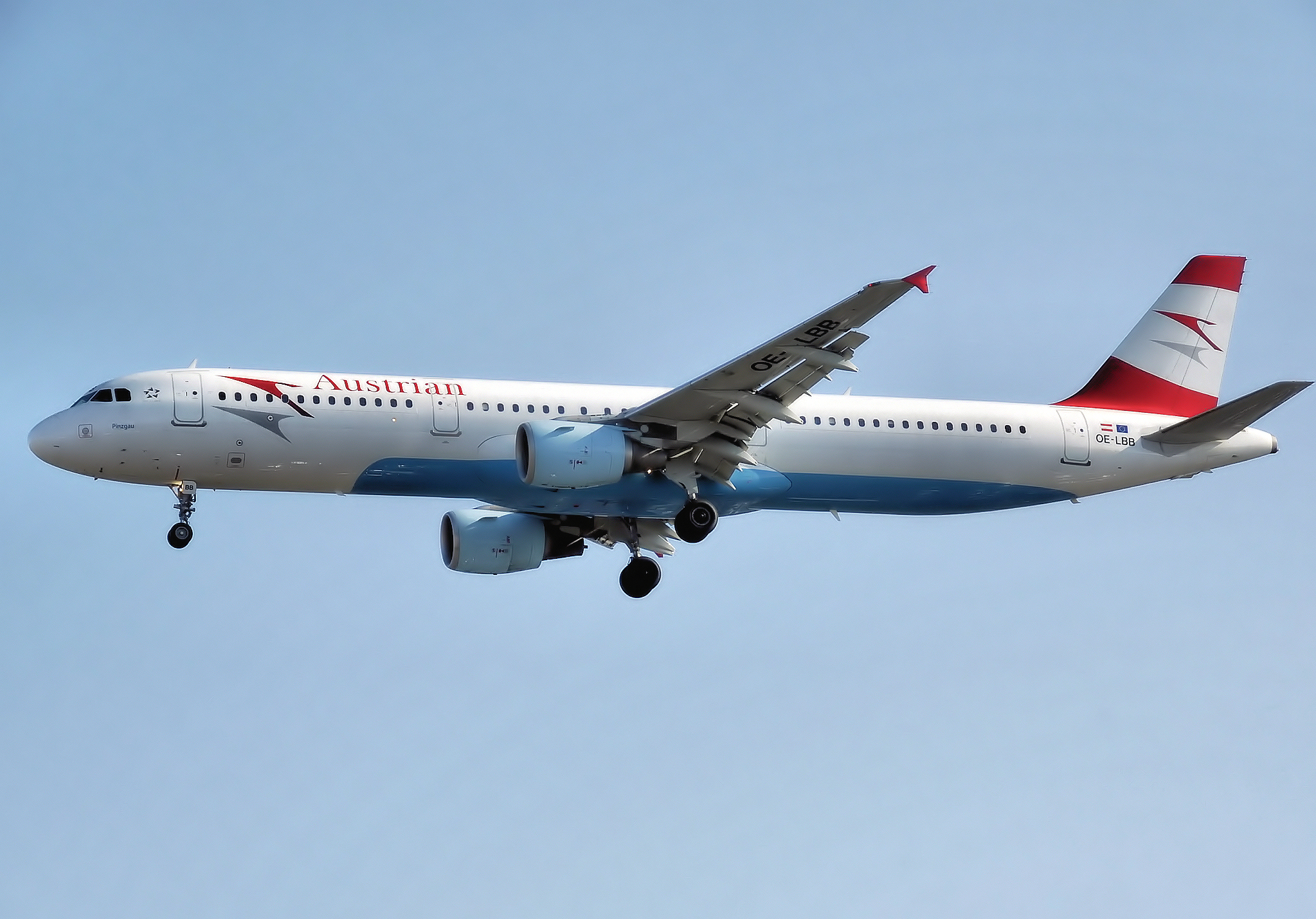
Un Airbus A321-100 in una precedente livrea.

Nell'ottobre 2014 è stato annunciato che le operazioni di volo e il personale della Tyrolean sarebbero stati reintegrati in Austrian Airlines entro il 31 marzo 2015; questa mossa è stata una conseguenza del recente raggiungimento di un nuovo accordo con i sindacati.
In vista di questa fusione, il 26 marzo 2015 Austrian ha annunciato un rebranding; inizialmente chiamato "my Austrian", includeva un nuovo design aziendale, una nuova livrea e una serie di nuove rotte. Tuttavia, nel gennaio 2016, Austrian Airlines ha annunciato che avrebbe rivisto il suo nuovo marchio introdotto nella primavera del 2015 eliminando la parola "my" davanti a Austrian; questa nuova caratteristica era stata severamente criticata.
Nel giugno 2015, Austrian Airlines ha annunciato l'acquisto di 17 Embraer 195 all'interno del Gruppo Lufthansa. Questi aerei, che erano stati di proprietà di Lufthansa CityLine, hanno sostituito i vecchi Fokker F70 e F100. Ad agosto 2016, otto dei 17 aerei Embraer erano stati consegnati mentre 9 dei 23 Fokker avevano lasciato la flotta. Alla fine di luglio 2017, tutti i restanti Fokker F70 erano stati gradualmente eliminati; i Fokker F100 hanno subito la stessa sorte dalla fine dell'anno. Nello stesso anno, Austrian ha iniziato a offrire Internet a bordo dei suoi voli a corto e medio raggio per la prima volta.
A causa della crescente concorrenza dei vettori low cost nella sua base di Vienna e della necessità di ottimizzare le operazioni per evitare perdite finanziarie, nel 2019 la compagnia aerea ha annunciato una ristrutturazione della sua flotta e della sua rete. Tutti i Bombardier Q400 turboelica verranno sostituiti con Airbus A320 entro marzo 2021, con tutte le basi per gli equipaggi fuori Vienna chiuse e le rotte che non passanti attraverso l'aeroporto di Vienna trasferite a Lufthansa o Eurowings. Nel gennaio 2020, Austrian ha annunciato l'ulteriore ritiro di tre dei suoi sei Boeing 767-300ER a lungo raggio, l'ultimo dei quali lascerà la flotta entro l'autunno 2021. Non è ancora stato determinato se e quando saranno sostituiti da altri velivoli, con il Boeing 787 Dreamliner come possibile sostituto.
Austrian ha sospeso tutti i voli di linea tra il 18 marzo e il 15 giugno 2020 poiché il traffico aereo globale è crollato a causa della pandemia di COVID-19. Con le operazioni sospese, la compagnia ha effettuato diversi voli di rimpatrio per riportare a casa gli austriaci bloccati all'estero, nonché voli cargo per trasportare forniture mediche. Tali voli sono stati lanciati verso Abuja, Bali, Lima, Città del Messico e Sydney. Nell'estate 2020, la compagnia ha ricevuto 600 milioni di euro di aiuti finanziari da Lufthansa e dal governo austriaco per aiutarla a superare la pandemia; in cambio, Austrian si è impegnata, tra l'altro, a ridurre le emissioni di anidride carbonica in Austria del 50% entro il 2030. Nel complesso, la compagnia aerea ha chiuso il 2020 con 3,1 milioni di passeggeri, un calo del 79% rispetto all'anno precedente.

## Identità aziendale

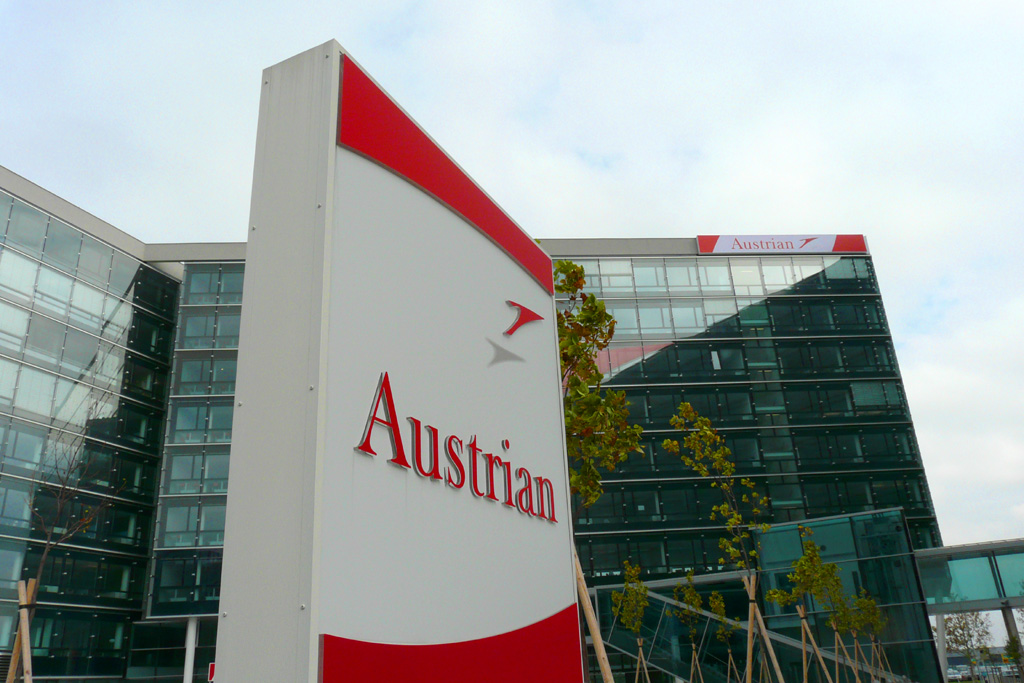
La sede della compagnia a Vienna.

### Proprietà e sussidiarie
Austrian Airlines Group è interamente di proprietà di Lufthansa. Austrian possiede azioni in 24 società, tra cui:
- Austrian Technik Bratislava, una società di manutenzione situata presso l'aeroporto di Bratislava attrezzata per le revisioni sui jet regionali Fokker ed Embraer e sulla famiglia Airbus A320.
- Gulet-Touropa-Touristik
- AVS-Versicherungen
- TUI Austria
- Traviaustria
- AirPlus Kreditkarteninstitut
- Wiener Börse AG
- SCA Schedule Coordination Austria
- ACS AirContainerService GmbH
- Avicon Aviation Consult GmbH
- Austrian Lufthansa Cargo GmbH
- Austrian Airlines Tele Sales & Service GmbH

### Business trends
Fino al 2008, i resoconti dettagliati completi dell'Austrian Airlines venivano pubblicati nelle loro relazioni annuali; a seguito dell'acquisizione da parte di Lufthansa, per Austrian sono ora disponibili solo informazioni sintetiche, solitamente tramite comunicato stampa.
I dati per gli anni chiusi al 31 dicembre sono:
|                                           | 2007  | 2008   | 2009   | 2010  | 2011   | 2012   | 2013   | 2014          | 2015   | 2016   | 2017   | 2018          | 2019   | 2020   |
| ----------------------------------------- | ----- | ------ | ------ | ----- | ------ | ------ | ------ | ------------- | ------ | ------ | ------ | ------------- | ------ | ------ |
| Fatturato (milioni)                       | 2,551 | 2,531  | 2,083  | 2,150 | 2,163  | 2,259  | 2,198  | 2,164         | 2,243  | 2,285  | 2,466  | 2,149         | 2,108  | 460    |
| Margine operativo lordo (milioni)         |       |        | -72    | 170   | 107    | 157    | 201    | 109           |        |        |        | 83            | 19     | -319   |
| Risultato ante oneri finanziari (milioni) | 25,6  | -312,1 | -293,9 | -64,7 | -59,4  | 65     | 25     | 10            | 54     | 65     | 101    | 91            | 15     | -379   |
| Utile netto (milioni)                     | 3,3   | -429,5 | -325,9 |       |        |        |        |               |        |        |        |               |        |        |
| Dipendenti                                | 8.031 | 7.914  | 7.066  | 5.934 | 6.777  | 6.236  | 6.208  | 6.067         | 5.984  | 6.450  | 6.914  | 7.083         | 6.989  | 6.443  |
| Passeggeri (milioni)                      | 10,8  | 10,7   | 9,9    | 10,9  | 11,3   | 11,5   | 11,3   | 11,2          | 10,8   | 11,4   | 12,9   | 13,9          | 14,7   | 3,1    |
| Load factor (%)                           | 75,1  | 74,4   | 74,0   | 76,8  | 73,7   | 77,5   | 78,6   | 78,9          | 78,0   | 76,1   | 76,8   | 79,3          | 80,8   | 61,9   |
| Numero di aerei                           | 98    | 99     |        |       | 78     | 77     | 74     | 75            | 77     | 81     | 83     | 83            | 82     | 79     |
| Note/Fonti                                |       |        |        |       | [ 30 ] | [ 30 ] | [ 30 ] | [ 31 ] [ 32 ] | [ 33 ] | [ 34 ] | [ 35 ] | [ 36 ] [ 37 ] | [ 38 ] | [ 29 ] |

### Livrea
Riportando i colori della bandiera nazionale dell'Austria, lo schema dei colori di Austrian Airlines è sempre stato un modello di rosso, bianco e rosso. Il ventre degli aerei è stato argentato dagli anni cinquanta agli anni ottanta, mentre la parte superiore era bianca con la freccia dell'Austrian Airlines e il testo "Austrian Airlines" (fino al 1972, sempre dal 1995 al 2003) o "Austrian" (1972-1995, dal 2003 in poi). Lo slogan all'epoca era "the friendly airline". Nell'ambito del rebranding del 2015, il ventre blu e la verniciatura dei motori sono stati sostituiti da bianco e rosso.
La freccia simbolo di Austrian Airlines ("Austrian Chevron") ha subito diverse modifiche nel corso degli anni. Quando è stata creata nel 1960 ricordava la forma di un uccello in volo; il design è diventato più formale nel 1972. Come parte di un esercizio di rebranding nel 1995, la "Chevron" è stata posizionata sul timone rosso-bianco-rosso. Nel nuovo corporate design, in uso dal 2003, è stata riutilizzata la vecchia forma "Chevron", questa volta in uno stile più moderno e con un'ombra posizionata sotto.
Diversi schemi di colori speciali sono stati utilizzati nel corso dei decenni. Da quando si è unita a Star Alliance, alcuni aeroplani sono stati dipinti con i contrassegni dell'alleanza. Per l'anno mozartiano del 2006, un Airbus A320 è stato decorato con un design di Mozart e un Airbus A340-300 è stato rivestito con un omaggio all'Orchestra Filarmonica di Vienna. A un Boeing 737-600 è stato dato un look da ghiacciaio per una pubblicità del Tirolo. Tre modelli sono stati messi sugli aeroplani per celebrare Euro 2008. Un Airbus A320 è stato dotato di una livrea rétro per celebrare il 50º anniversario dell'azienda. Lo slogan di Austrian è "the charming way to fly".

## Destinazioni
Nel 2006, Austrian ha deciso di ritirare la propria flotta di A330 e A340, composta da quattro Airbus A330-200, due Airbus A340-200 e due Airbus A340-300. Questi velivoli sono stati venduti a TAP Air Portugal, SWISS e all'aeronautica militare francese. A causa della minore capacità di lungo raggio, Austrian ha sospeso alcuni dei suoi voli verso l'Asia orientale. I voli per Shanghai (ripresa nel 2016), Phuket, Colombo, Mauritius (ripresa nel 2014), Malé e Kathmandu sono terminati nel 2007, tutte le tratte sono poi state riprese con l'aggiunta di Boeing B777-200ER nella flotta nei primi anni duemilaedieci.
Entrambe le rotte verso l'Australia, Melbourne via Singapore e Sydney via Kuala Lumpur, sono terminate nel marzo 2007, ponendo fine alle operazioni sulla Kangaroo Route. Austrian è stata l'ultima compagnia aerea con sede in Europa ad offrire voli diretti da Melbourne all'Europa. Austrian ha temporaneamente riavviato la rotta Vienna-Sydney nel marzo 2020, come parte dei voli di rimpatrio per recuperare le persone bloccate in altri paesi durante la pandemia di COVID-19. Il volo da Vienna a Sydney è stato non-stop mentre quello di ritorno ha fatto scalo a Penang, in Malesia, per fare rifornimento e trasportare ulteriore carico. Utilizzando un Boeing 777, il volo non-stop ha coperto una distanza di oltre 16.000 chilometri ed è durato quasi 18 ore, diventando così il volo più lungo nella storia dell'Austrian Airlines.
È stata una delle poche compagnie aeree a volare nell'Iraq del dopoguerra quando ha iniziato i voli per Erbil nel dicembre 2006. Nuovi voli per Mumbai sono iniziati nel novembre 2010 e i voli per Baghdad sono ripresi l'8 giugno 2011. Il 13 gennaio 2013, Austrian ha sospeso i voli per Teheran e Dubai a causa della mancanza di domanda. Il collegamento con Chicago è stato ristabilito il 17 maggio 2013 e quello per Newark è stato inaugurato nel 2014. Austrian Airlines ha iniziato il servizio per Mauritius all'inizio del programma invernale 2015. L'espansione della rete intercontinentale ha portato buoni frutti, con Lufthansa che ha riposto la sua fiducia nella compagnia austriaca. Austrian ha iniziato il servizio per Mauritius e Miami nell'ottobre 2015. Il servizio per Los Angeles è iniziato il 10 aprile 2017, coprendo una distanza di oltre 9.877 chilometri; il volo dura circa 12 ore e 30 minuti ed è operato da Boeing 777-200ER.

### Accordi commerciali

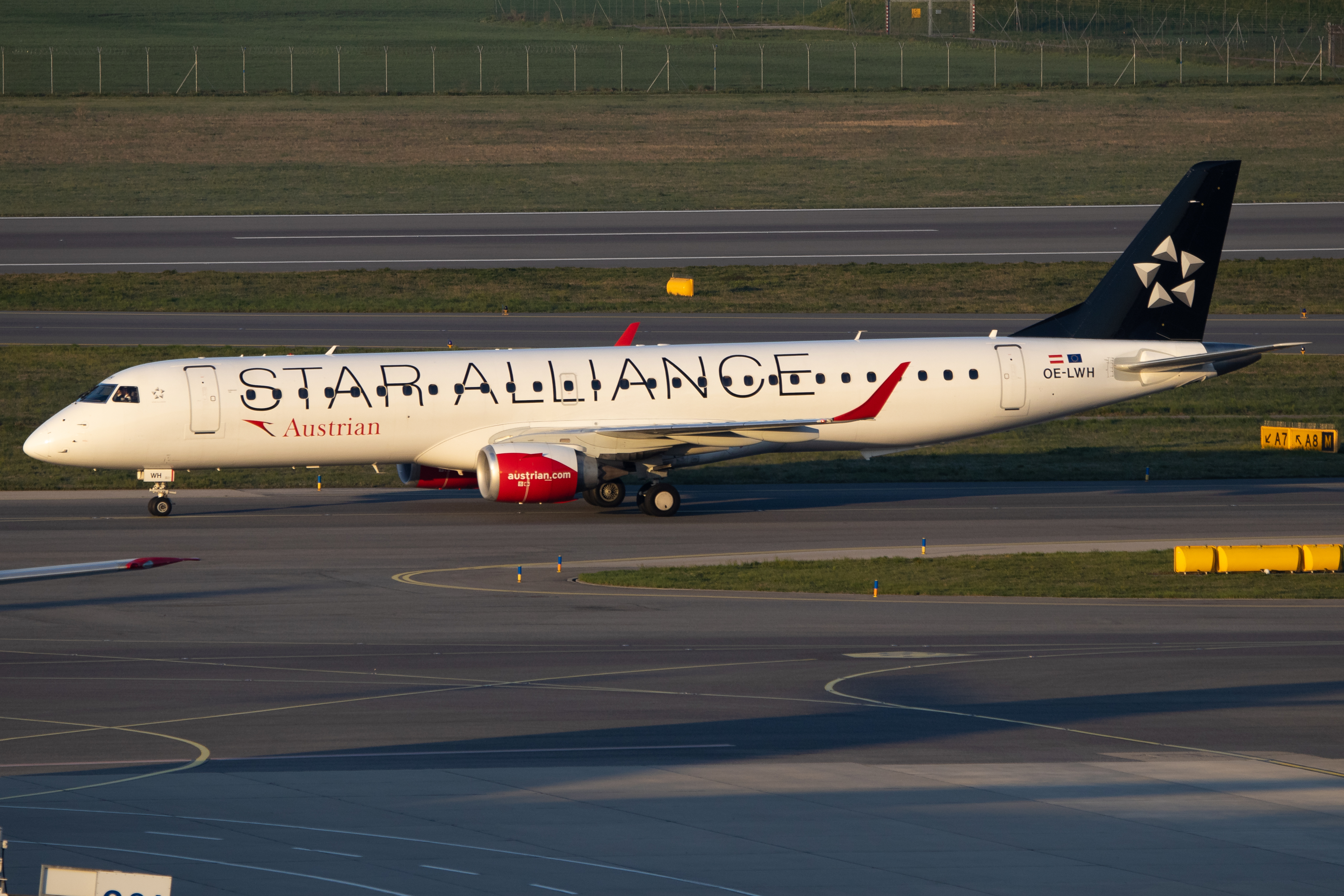
Un Embraer 195 nella livrea Star Alliance.

Al 2022 Austrian Airlines ha accordi di code-share con le seguenti compagnie:
- Air Astana
- Air Baltic
- Air Canada
- Air China
- Air France
- Air India
- Air Malta
- All Nippon Airways
- Asiana Airlines
- Azerbaijan Airlines
- Bangkok Airways
- Belavia
- Brussels Airlines
- Croatia Airlines
- Egypt Air
- Ethiopian Airlines
- Eurowings
- Georgian Airways
- Iran Air
- ITA Airways[48]
- LOT - Polish Airlines
- Lufthansa
- Luxair
- Österreichische Bundesbahnen (ferrovie austriache)
- SAS Scandinavian
- SWISS
- TAP Portugal
- Tarom
- Thai Airways
- United Airlines
- Ukraine International Airlines

### Alleanze
Il 26 marzo 2000 Austrian Airlines è entrata a far parte di Star Alliance.

## Flotta

### Flotta attuale

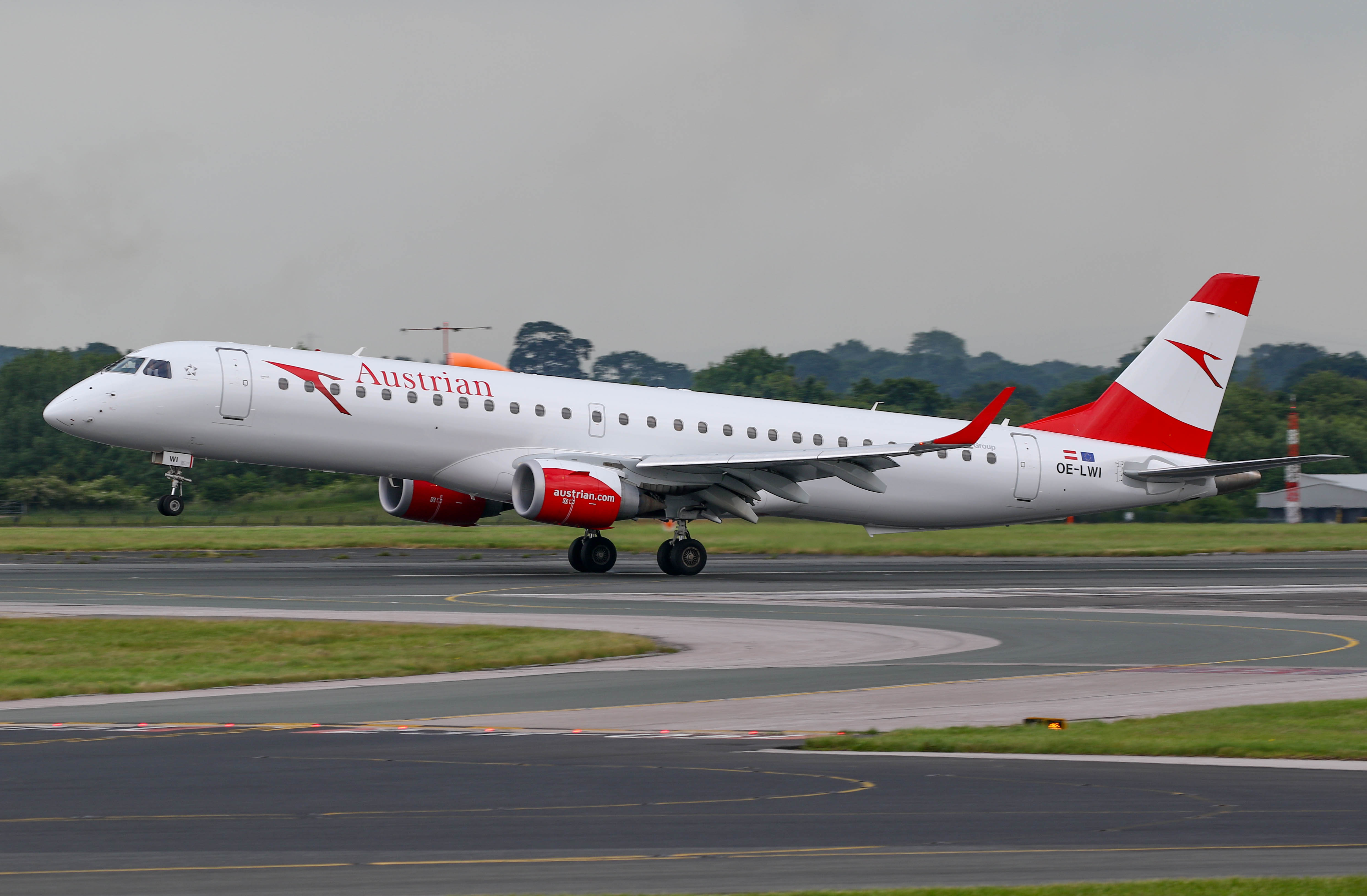
Un Embraer 195 nella livrea utilizzata fino al 2018.

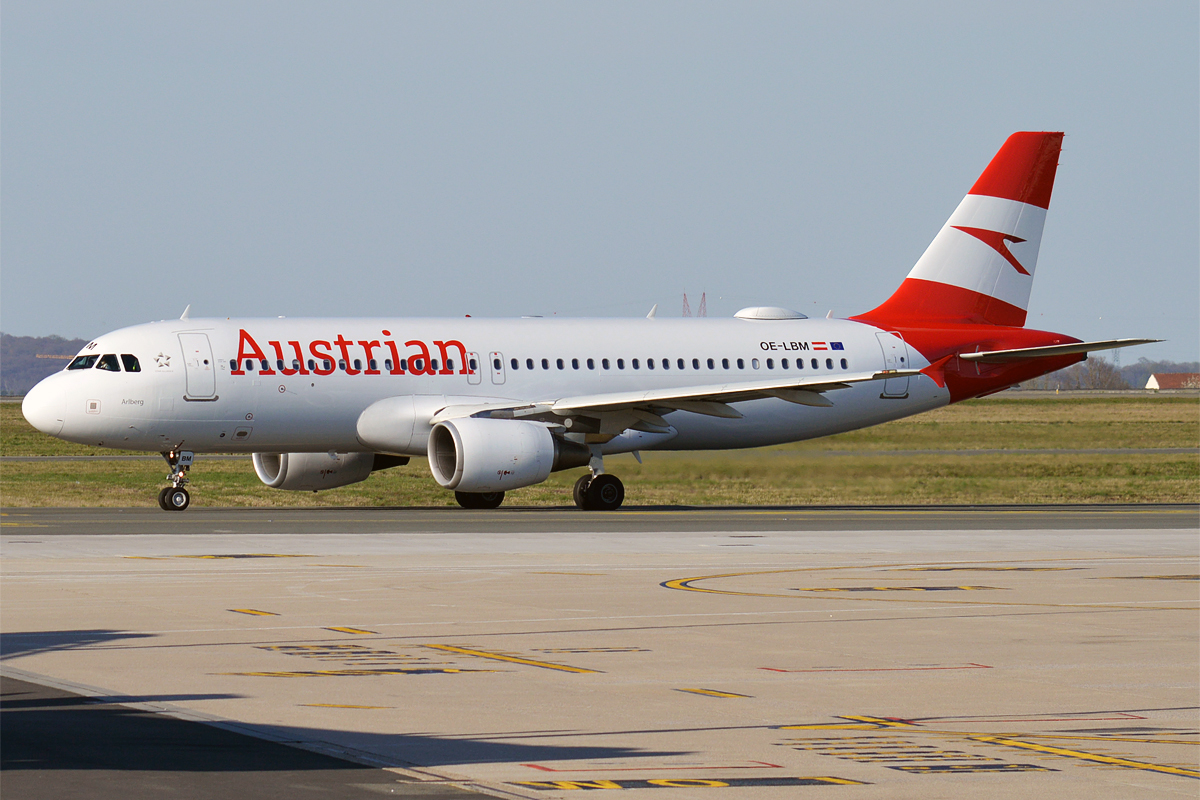
Un Airbus A320-200.

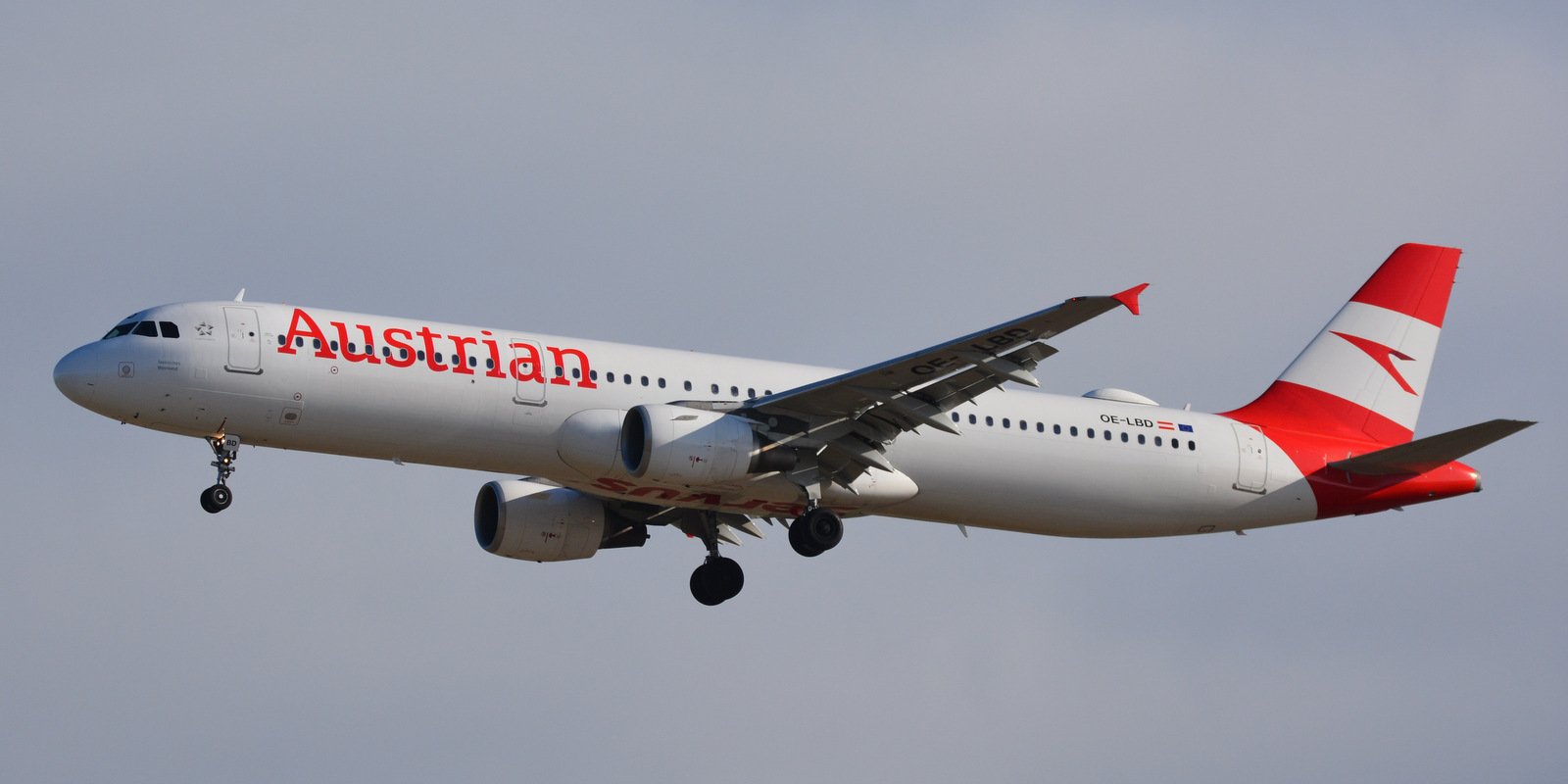
Un Airbus A321-200.

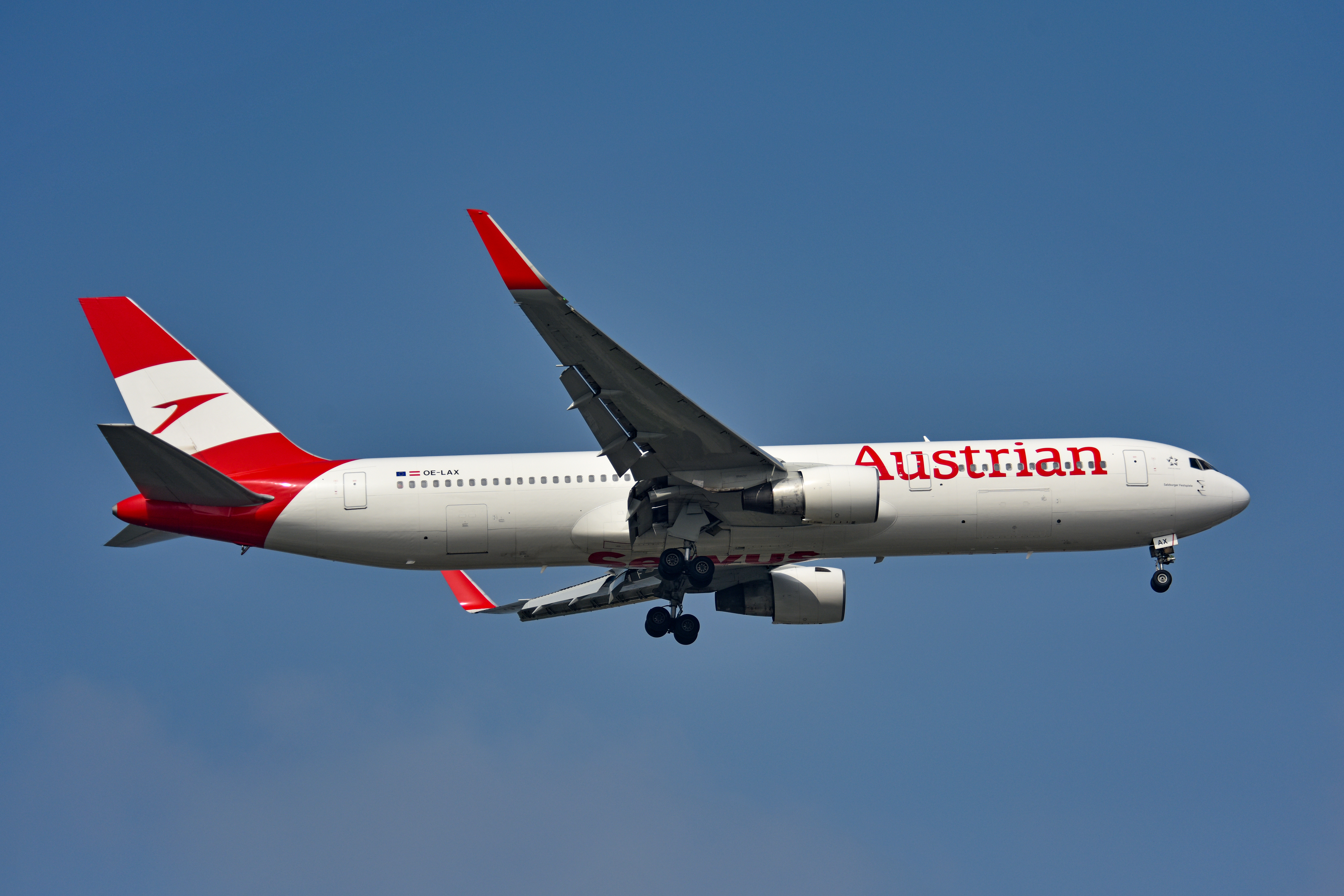
Un Boeing 767-300ER.

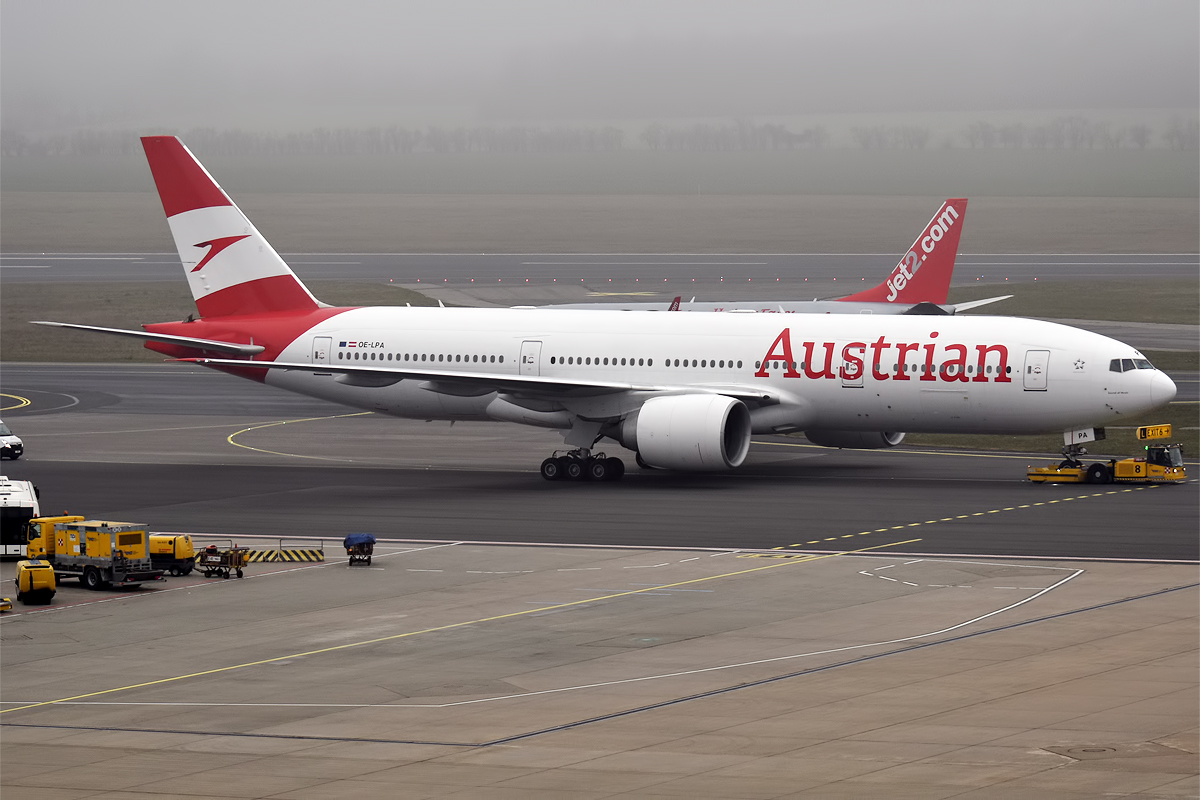
Un Boeing 777-200ER.

Ad aprile 2025 la flotta di Austrian Airlines è così composta:

### Flotta storica

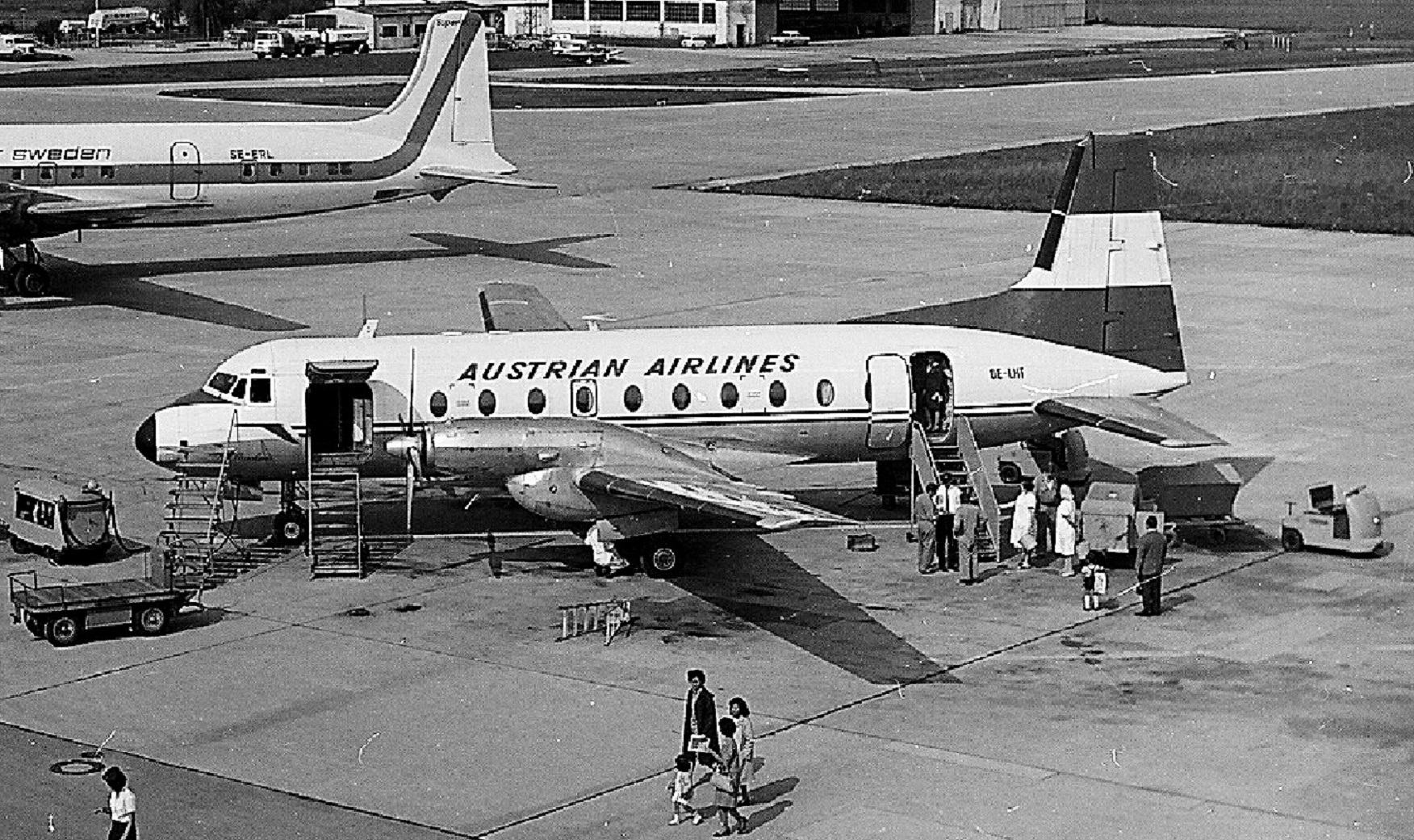
Un Hawker Siddeley HS 748 nel 1968.

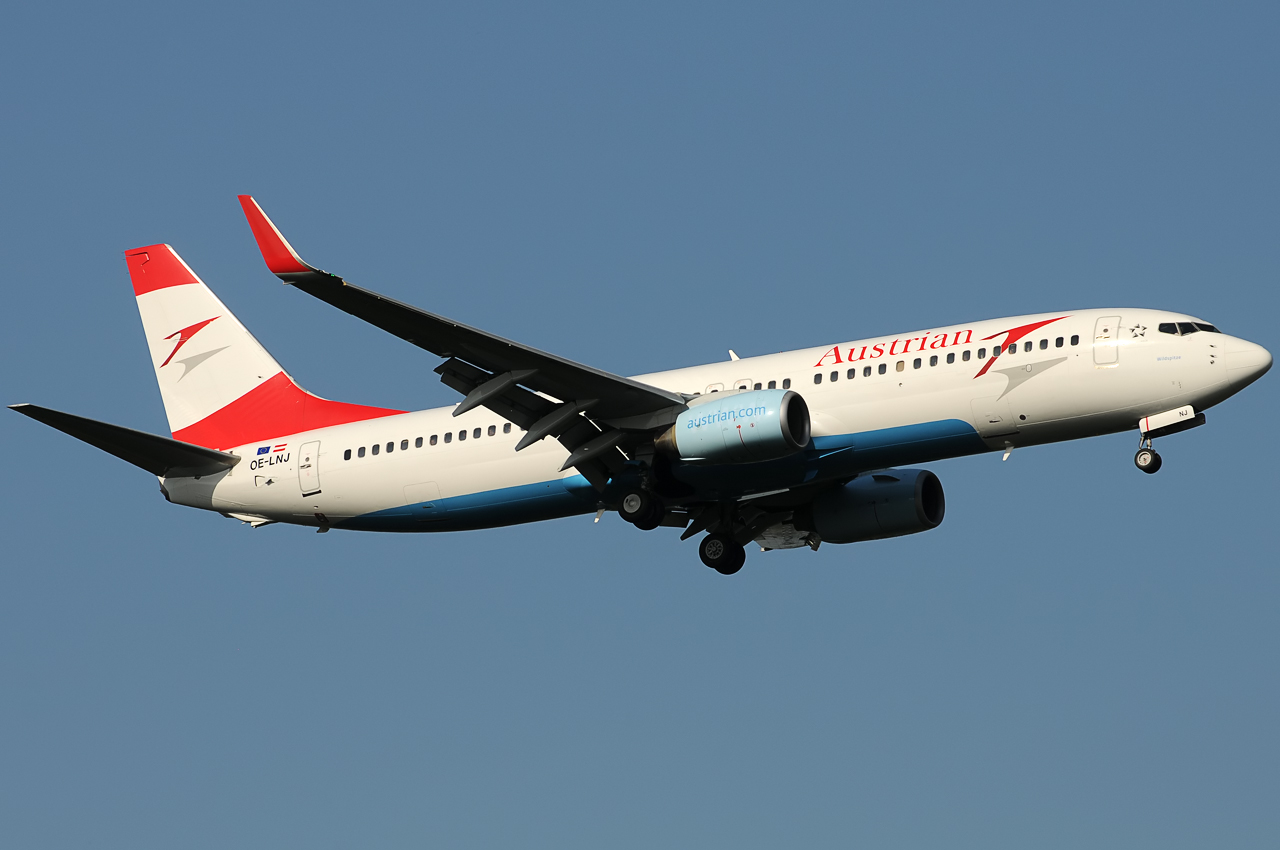
Un Boeing 737-800 nel 2010.

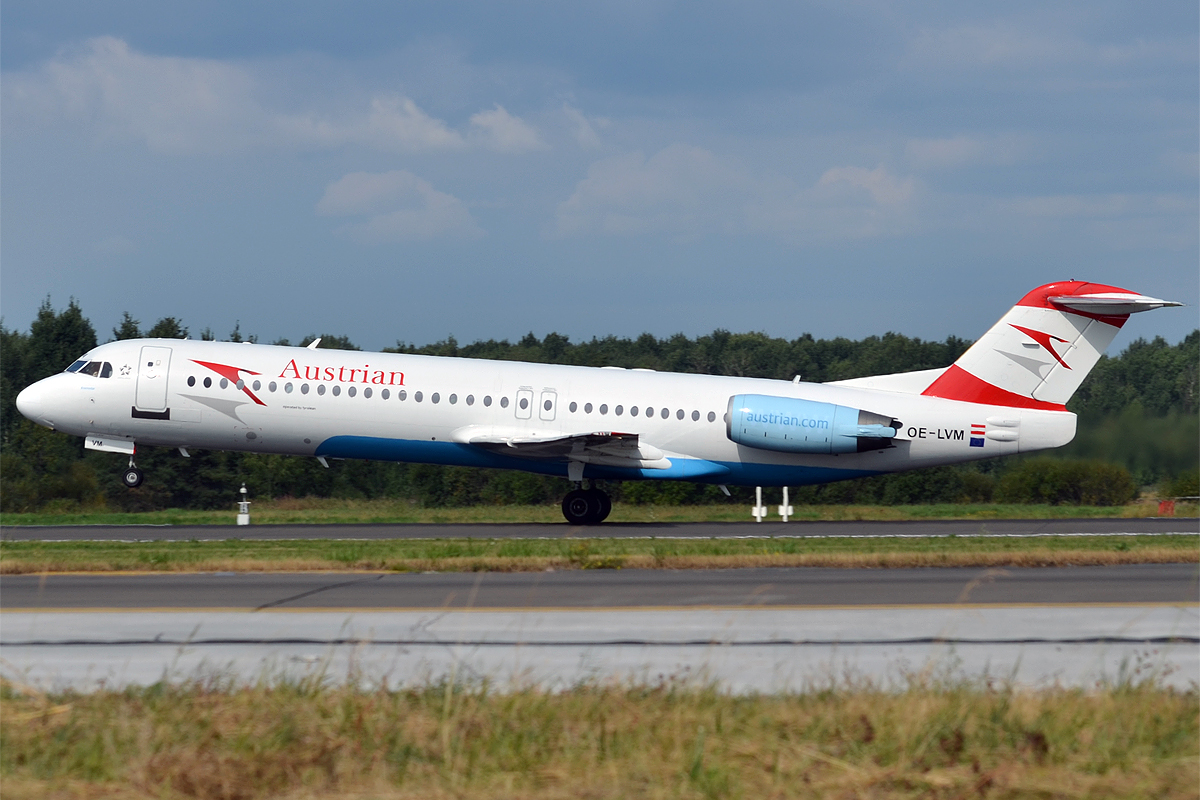
Un Fokker 100 nel 2014.

Austrian Airlines operava in precedenza con i seguenti aeromobili:

## Incidenti
- Il 26 settembre 1960, il volo Austrian Airlines 901, operato da un Vickers Viscount, precipitò al suolo dopo aver impattato contro degli alberi durante l'avvicinamento all'aeroporto di destinazione. L'aereo stava operando un volo di linea da Varsavia, Polonia, a Mosca, Russia, allora Unione Sovietica. La causa del disastro, che provocò 31 vittime, venne appurata essere errori dei piloti. Rimane al 2024 il peggior incidente della compagnia e l'unico nel quale si sono verificate delle perdite umane.[60]
- Il 21 febbraio 1970, durante un volo da Francoforte a Vienna con 33 passeggeri e cinque membri dell'equipaggio a bordo, si verificò un'esplosione di una bomba nella stiva di un Sud Caravelle (marche OE-LCU), creando un buco nella fusoliera. I piloti riuscirono a riportare l'aereo sano e salvo all'aeroporto di Francoforte. Lo stesso giorno, un'altra bomba era stata piazzata sul volo Swissair 330, facendolo precipitare e provocando 47 vittime. Il Fronte Popolare per la Liberazione della Palestina rivendicò la responsabilità di entrambi gli assalti.[61]
- Il 7 gennaio 1997, il volo Austrian Airlines 104 da Berlino a Vienna venne dirottato da un uomo bosniaco che si era introdotto nella cabina di pilotaggio armato di un coltello (di dimensioni sufficientemente ridotte da non essere bandito dagli aeroplani secondo le normative in vigore a il tempo). I piloti obbedirono alle richieste dell'autore di tornare a Berlino, in modo che potesse negoziare con le autorità locali il rinnovo del visto. Di ritorno all'aeroporto di Berlino Tegel, il McDonnell Douglas MD-87 venne preso d'assalto da forze di polizia speciali e il dirottatore fu sopraffatto.[62]
- Il 5 gennaio 2004 alle 08:17 ora locale, un Fokker F70 (registrato OE-LFO) precipitò in un campo innevato vicino all'aeroporto Internazionale di Monaco. L'aereo stava operando il volo 111 da Vienna a Monaco di Baviera, con 28 passeggeri e quattro membri dell'equipaggio a bordo, quando i suoi motori si guastarono durante l'atterraggio a causa del ghiaccio. L'aereo rimase gravemente danneggiato, tuttavia solo tre passeggeri riportarono ferite lievi.[63]